# Ozaukee County
Ozaukee County är ett administrativt område i delstaten Wisconsin, USA. År 2010 hade county 86 395 invånare. Den administrativa huvudorten (county seat) är Port Washington.

## Geografi
Enligt United States Census Bureau så har countyt en total area på 2 891 km². 604 km² av den arean är land och 2 287 km² är vatten.

### Angränsande countyn

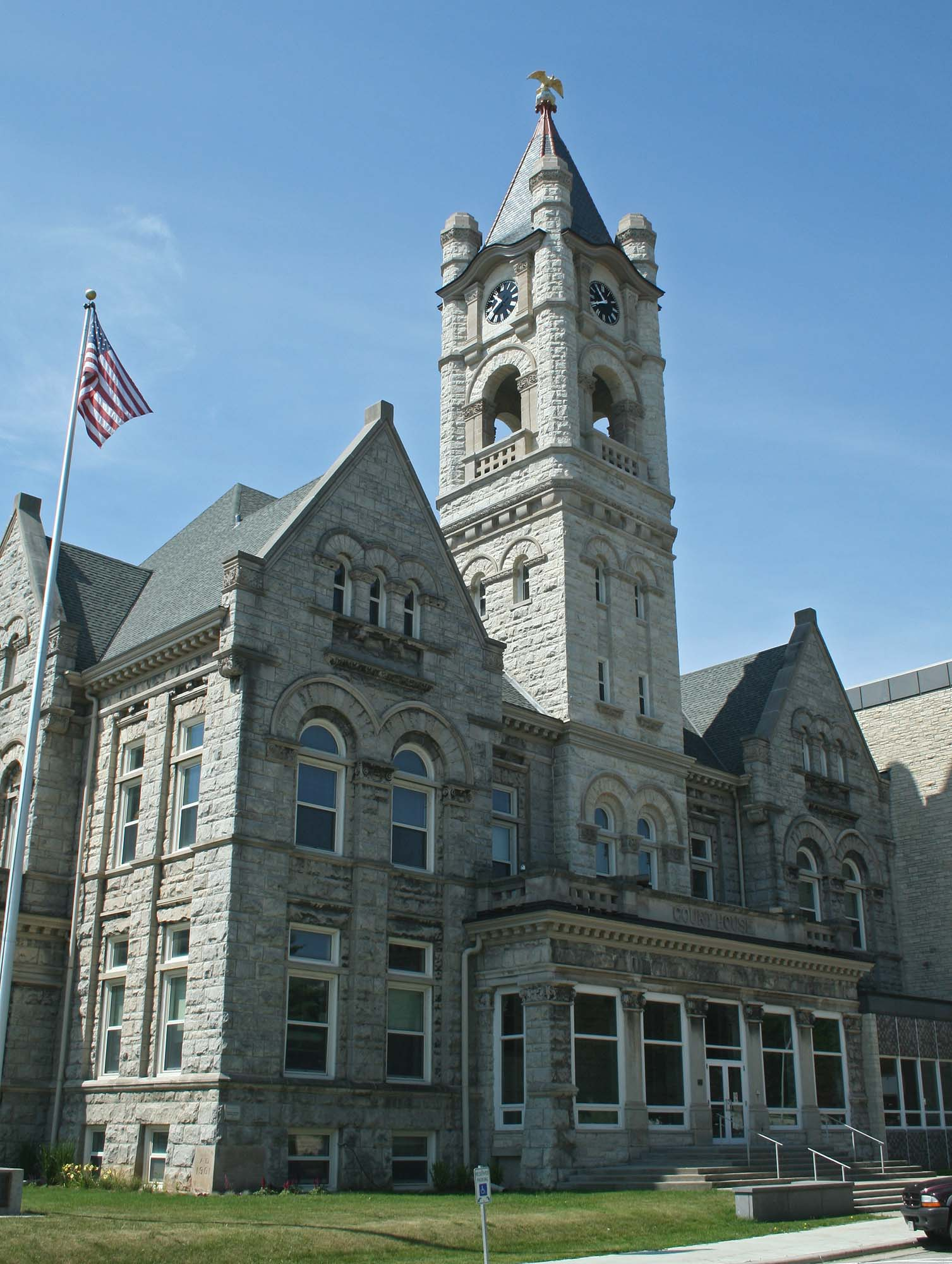
Det äldre Ozaukee County Courthouse i Port Washington.

- Sheboygan County - nord
- Milwaukee County - syd
- Waukesha County - sydväst
- Washington County - väst